# 台湾蜘蛛兰
台湾蜘蛛兰（学名：Taeniophyllum formosanum）为兰科小蜘蛛兰属下的一个种。

## 扩展阅读
- 維基物種上的相關：台湾蜘蛛兰